# Heathen Warrior
Heathen Warrior è il quarto album in studio del gruppo musicale power metal StormWarrior, pubblicato nel 2011.

## Tracce
1. ...og hammeren hæves til slag... – 0:44
2. Heathen Warrior – 4:49
3. The Ride of Asgård – 4:39
4. Heirs to the Fighte – 5:21
5. Bloode to Bloode – 4:26
6. Fyre & Ice – 4:11
7. The Returne – 5:19
8. Wolven Nights – 4:46
9. Ravenhearte – 3:19
10. The Valkyries Call – 4:46
11. And Northern Steele Remaineth – 6:00

## Formazione
- Lars Ramcke - voce, chitarra
- Alex Guth - chitarra
- Yenz Leonhardt - voce, basso
- Hendrik Thiesbrummel - batteria